# Livre des Esperitz
O Livre des Esperitz (ou Livro dos Espíritos) é um grimório francês do século XV ou XVI que inspirou obras posteriores incluindo Pseudomonarchia Daemonum de Johann Weyer e a A Chave Menor de Salomão. Contêm ideias, tradições, e elementos de obras datando de volta até ao menos o século XIII.
Como a Chave Menor de Salomão, o Livre des Esperitz tem sido atribuído para Salomão.  O Livre des Esperitz meramente lista a hierarquia do inferno, e não inclui rezas, conjuros, invocações, ou feitiços para invocar qualquer criatura descrita.  Ele fornece descrições detalhadas da aparência de função de cada espírito, e lista como muitas legiões de demônios servem sob cada um.  Muitas dessas descrições eventualmente encontraram seus caminhos dentro de obras posteriores, muitas vezes não modificadas.
Os demônios listados dentro do livro são primeiro listados como:
Lucifer,
Bezlebut,
Satan,
Orient,
Poymon,
Equi,
Rei Veal,
Duque Agarat,
Príncipe Barbas,
Príncipe Bulfas,
Marquês Amon,
Conde Batal,
Rei Gemen,
Duque Gazon,
Príncipe Artis,
Duque Machin,
Rei Dicision,
Duque Abugor,
Conde Vipos,
Marquês Cerbere,
Príncipe Carmola,
Duque Estor,
Príncipe Coap,
Duque Deas,
Rei Asmoday,
Marquês Bitur,
Duque Beal,
Príncipe Forcas,
Conde Furfur,
Marquês Margotias,
Príncipe Oze,
Marquês Lucay,
Duque Pucel,
Conde Jayn,
Duque Suralet,
Rei Zagon,
Príncipe Dragon,
Príncipe Parcas,
Duque Gorsin,
Marquês Andralfas,
Duque Flanos,
Rei Brial,
Marquês Fenix,
Distolas
E então como:
1. Lucifer
2. Gay / Bezlebuth
3. Satan
4. Orient
5. Poymon
6. Rei Aymoymon
  - Equi
7. Rei Beal
8. Duque Agarat
9. Príncipe Barthas
10. Príncipe Bulfas
11. Marquês Amon
12. Príncipe Barbas
13. Rei Gemer
14. Duque Gazon
15. Duque Artis
16. Duque Machin
17. Rei Diusion
18. Duque Abugor
19. Conde Vipos
20. Marquês Cerbere
21. Príncipe Carmola
22. Marquês Salmatis
23. Príncipe Coap
24. Duque Drap
25. Rei Asmoday
26. Príncipe Caap
27. Duque Bune
28. Marquês Bitur
29. Duque Lucubar
30. Rei Bugan
31. Príncipe Parcas
32. Duque Flavos
33. Rei Vaal
34. Marquês Fenix
35. Marquês Distolas
36. Duque Berteth
37. Conde Dam
38. Duque Furfur
39. Príncipe Forcas
40. Lorde Malpharas
41. Duque Gorsay
42. Rei Samon
43. Marquês Tudiras Hoho
44. Marquês Oze
45. Marquês Ducay
46. Duque Bucal